# Hiện tượng UFO trong không gian ngoài thiên thể
Hiện tượng UFO trong không gian ngoài thiên thể là những vụ nhìn thấy vật thể bay không xác định được các phi hành gia báo cáo khi ở ngoài không gian mà họ không thể giải thích nổi vào thời điểm đó. Những trường hợp chứng kiến này được các nhà UFO học khẳng định là bằng chứng cho các chuyến viếng thăm của người ngoài hành tinh. Một số trường hợp được cho là chưa bao giờ xảy ra: nhà văn khoa học viễn tưởng Otto Binder đã tạo ra một trò lừa bịp khi tuyên bố rằng Chỉ huy Apollo 11 là Neil Armstrong đã bắt gặp UFO trong sứ mệnh Apollo của mình. Những người đề xướng thuyết UFO xem nhận xét của các phi hành gia hoặc các bức ảnh do NASA xử lý là một trong những "vật chứng mạnh nhất" vì chúng được coi là có độ tin cậy cao; tuy nhiên, Trợ lý Quản trị viên của NASA về Các vấn đề Lập pháp, Robert F. Allnut, kết luận trong một bức thư năm 1970, "sau mười lăm năm các chuyến du hành vũ trụ có người lái bao gồm cả các trạm vũ trụ và hạ cánh trên Mặt Trăng, những phi hành gia đã mang về không ít bằng chứng – bằng lời nói, bằng hình ảnh, hay nói cách khác – về sự tồn tại của phi thuyền ngoài hành tinh, hoặc 'UFO'."
Năm 2009, cảnh quay từ NASA được các nhà UFO học đăng lên YouTube nhằm "làm mới [ed] thuyết âm mưu về UFO rằng chính phủ đang che giấu kiến thức về các tương tác của nó với sinh mệnh có trí thông minh" bằng cách dựa vào "thiếu bối cảnh" quảng bá "bộ sưu tập hình ảnh không rõ ràng đầy khả nghi". Một số tình tiết đã được thu thập cho một tập của bộ phim truyền hình năm 2004 mang tên Are We Alone?.

## Biến cố
Một số vụ chứng kiến liên quan đến các phi hành gia hoặc NASA bao gồm:
Trong sứ mệnh Gemini 4, phi công Jim McDivitt phát hiện một vật thể mà anh mô tả là "hình trụ màu trắng với một cực màu trắng nhô ra khỏi một góc". Anh bèn bấm máy ảnh chụp lại cảnh này. Người đồng nghiệp Ed White vẫn đang ngủ vào lúc đó. McDivitt vẫn khẳng định rằng đó là một mảnh vỡ nào đó chưa được biết đến nhưng do con người tạo ra, trong khi James Oberg biện minh rằng rất có thể đó là giai đoạn thứ hai của tàu Titan II.
Trong bản ghi của sứ mệnh Gemini 7, nhóm phi hành gia có nhắc đến "bogey" (ám chỉ vật thể có hình thù kỳ lạ) mà giới nghiên cứu UFO khẳng định chắc chắn là có liên quan đến một UFO. Oberg, dựa trên phân tích quỹ đạo của mình về sứ mệnh này, mô tả nhận xét của các phi hành gia về một "bogey" là đề cập đến các mảnh vỡ liên quan đến chất tăng cường, chứ không phải ám chỉ đến một số loại UFO. Phi hành gia nêu nhận xét về vấn đề này chính là Frank Borman, về sau đã xác nhận rằng thứ anh ta nhìn thấy không phải là UFO, và khi anh ta đề nghị tham gia chương trình truyền hình Unsolved Mysteries để làm rõ vụ việc, các nhà sản xuất đã nói với anh ta, "Chà, tôi không chắc chúng tôi muốn anh tham gia chương trình này".
Trong cộng đồng UFO, những câu chuyện lan truyền rằng Neil Armstrong được cho là đã chứng kiến nhiều UFO trong sứ mệnh Apollo 11. Một lời giải thích là những trường hợp chứng kiến có thể được cho là do các bộ phận phụ tùng máy móc bị mài mòn. Những câu chuyện thêm thắt mới được công nhận là một trò lừa bịp được nhà văn khoa học viễn tưởng Otto Binder lan truyền. Buzz Aldrin cho biết những lời nói của anh ta được loại khỏi ngữ cảnh từ một cuộc phỏng vấn vụ việc vào năm 2005.
Trong một chuyến đi bộ ngoài không gian năm 2005 bên ngoài Trạm Vũ trụ Quốc tế, phi hành gia Leroy Chiao cho biết đã nhìn thấy thứ ánh sáng xếp thành đội hình mà ông mô tả là "trên một đường thẳng băng" và "gần giống như một dấu kiểm lộn ngược". Vụ việc được quảng bá là có khả năng những vụ chứng kiến UFO trong bộ phim truyền hình Are We Alone?.   Chiao sau đó đã xác định luồng ánh sáng là từ tàu đánh cá dài "hàng trăm dặm bên dưới".
Tháng 8 năm 2013, theo NASA TV, phi hành gia Christopher Cassidy cũng tận mắt chứng kiến một UFO bay lướt qua Trạm Vũ trụ Quốc tế gần tàu chở hàng Progress 52. UFO này sớm được các kiểm soát viên chuyến bay của Nga xác định là phần đầu ăng-ten từ mô-đun Zvezda.